# Процесс (фильм, 2020)
«Процесс» — российский короткометражный художественный фильм 2020 года режиссёра Сергея Кальварского с Михаилом Ефремовым в главной роли. Последний фильм с участием Ефремова, снятый до совершения им ДТП, которое привело к тюремному заключению.

## Сюжет
Фильм рассказывает о судебном заседании, проходящем в видеосервисе «Zoom». Молодого человека судят за участие в онлайн-митинге; Ефремов играет его адвоката. В финале выясняется, что защитник — муж судьи, нанятый ею с условием, что будет сидеть молча, однако адвокат не выдерживает и заявляет, что весь судебный процесс — фарс.

## В ролях
- Юлия Ауг — судья
- Роман Мадянов — прокурор
- Михаил Ефремов — адвокат
- Максим Виторган — судебный пристав
- Алика Смехова — судебный секретарь

## Производство и релиз
Фильм снимал режиссёр Сергей Кальварский. Премьера была запланирована на 19 июня 2020 года, но в последний момент отложена: по словам режиссёра, это было сделано из уважения к памяти Сергея Захарова, погибшего в ДТП, которое спровоцировал Ефремов, а также чтобы избежать новой волны негатива по отношению к актёру. «Процесс» появился в интернете 9 сентября 2020 года.